# Phaulopsis symmetrica
Phaulopsis symmetrica är en akantusväxtart som beskrevs av M. Manktelow. Phaulopsis symmetrica ingår i släktet Phaulopsis och familjen akantusväxter. Inga underarter finns listade i Catalogue of Life.